# Sainte-Lunaise
Sainte-Lunaise é uma comuna francesa na região administrativa do Centro, no departamento Cher. Estende-se por uma área de 14,5 km². Em 2010 a comuna tinha 24 habitantes (densidade: 1,7 hab./km²).